# Agnes Bernelle
Agnes Bernelle, née Agnes Elizabeth Bernauer le 7 mars 1923 et morte le 15 février 1999, est une actrice allemande vivant au Royaume-Uni. Elle apparaît au cours de sa carrière dans plus de 20 films.
Durant la Seconde Guerre mondiale, elle fait partie de Office of Strategic Services (OSS) dans le cadre de la Propagande noire sous le nom de code de « Vicky ».

## Biographie
Née à Berlin, son père est un juif hongrois tandis que sa mère est protestante mais va dans une école juive de pédagogie Montessori. Son père, Rudolph Bernauer, écrit des chansons satiriques pour le théâtre et obtient le succès à Berlin avec Carl Meinhard. Enfant, elle est amie avec la fille de Marlene Dietrich. Alors qu'elle a treize ans, son père obtient des papiers du consulat hongrois et part pour l'Angleterre, fuyant les persécutions nazies. Sa mère les rejoint quelque temps plus tard, après avoir reçu des menaces des SS.
Grâce à sa rencontre avec Desmond Leslie, membre de la Royal Air Force, elle commence à travailler pour la Allied Radio Atlantik, enregistrant des émissions radio pour l'Allemagne sous le nom de code « Vicky » pour démoraliser les troupes et les civils allemands. Selon la légende, une des histoires racontées par « Vicky » poussa un capitaine de sous-marin allemand à se rendre après avoir annoncé la naissance de ses jumeaux,.
Elle intègre là le Freier Deutscher Kulturbund (Centre culture allemand) de Londres, où elle rencontre John Heartfield et fait ses débuts dans le cabaret sous le pseudonyme d'Agnes Bernelle. Son pseudonyme fait référence à un cabaret de Montmartre au XIXe siècle. Après la guerre, elle fait ses débuts en tant que chanteuse de cabaret et en 1963, son premier spectacle Savagery and Delight est mis en scène au Duchess Theater. Ses spectacles mélangent humour noir, émotions à nu et sujets politiques.
À Dublin, elle est membre du Project Arts Centre, dans lequel elle donne des cours d'art dramatique aux enfants et fait partie du National Women's Council,.
Elle joue pour la dernière fois au cinéma dans le film Still Life, le rôle d'une femme en train de mourir, quelques mois avant son propre décès d'un cancer, le 15 février 1999 à Dublin. Lors de son enterrement à l'église de Sandymount, une foule se rassemble devant dont Ruairi Quinn et le sénateur David Norris.

## Dans la culture populaire
- En 2014, David Bolger met en scène une pièce sur elle au CoisCéim Dance Theatre de Dublin[5].

## Filmographie
Cinéma
- 1945 : César et Cléopâtre : non-créditée
- 1947 : Woman to Woman : Lolo
- 1948 : Un autre rivage : non-créditée
- 1948 : But Not in Vain : Mary Meyer
- 1950 : Over the Garden Wall : Val Westwood
- 1950 : Stranger at My Door : Laura Riordan
- 1957 : The Good Companions : Ethel Catright
- 1962 : The Quatre Fellow : Meg
- 1978 : La Grande Attaque du train d'or : la femme sur la plateforme
- 1983 : The Country Girls : Joanna
- 1986 : The Fantasist : Mrs. O'Malley
- 1990 : Hard Shoulder : la propriétaire du bar
- 1990 : Corkscrew : la manager
- 1991 : Hear My Song : la réceptionniste
- 1995 : An Awfully Big Adventure : Mrs. Ackerly
- 1996 : Pteranodon : la femme de ménage
- 1996 : Giving Tongue : Winnie Hawcock
- 1997 : Newton: A Tale of Two Isaacs : Mrs. Billings
- 1998 : The Tale of Sweety Barrett : Mrs. Walsh
- 1999 : Still Life : la vieille dame

Séries télévisées
- 1955 : Secret File, U.S.A. : Helene van Loon (1 épisode)
- 1955 : Robin des Bois : Comtesse (1 épisode)
- 1961 : Armchair Theatre : Miss Cartright (1 épisode)
- 1983 : Caught in a Free State : la médium (1 épisode)
- 1985 : The Irish R.M. : Miss Quiqley (1 épisode)
- 1986 : Bluebell : Madame Duchamp (2 épisodes)
- 1986 : Die Wächter : Mrs. Talbot (4 épisodes)
- 1988 : Echoes : la fille de la campagne (1 épisode)
- 1999 : The Ambassador : Earnest matron (1 épisode)